# Église Saint-Nicolas de Coulaines
Pour les articles homonymes, voir Église Saint-Nicolas.
L'église Saint-Nicolas est une église catholique située à Coulaines, en France.

## Description

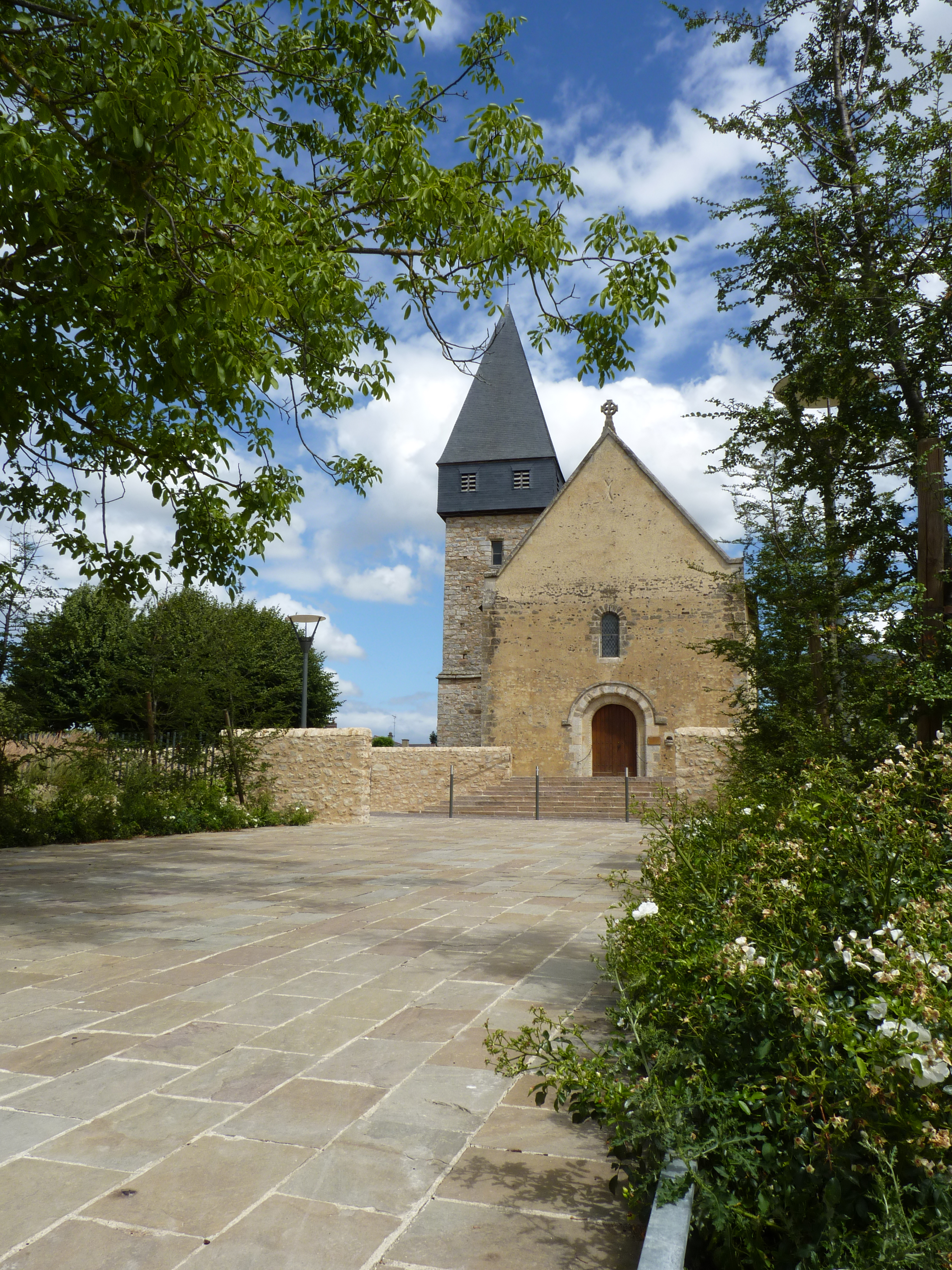
Vue de la façade occidentale.

L'église Saint-Nicolas s'élève dans le centre de Coulaines, une commune de la Sarthe à la périphérie du Mans.
Elle possède une rare tour carrée, avec un clocher hourdé de bois datant de la fin du XIVe siècle. Sa cloche, baptisée « Gertrude » est issue de l'abbaye Saint-Vincent du Mans.
Il reste des fragments de vitrail du XVIe siècle au-dessus de la porte d'entrée latérale. 
Au nord de la nef, les arcs de la voute retombent sur des colonnes de grès surmontées de chapiteaux historiés.  
Une abside en hémicycle percée de trois baies est également présente. 

## Historique
L'église date du XIIe siècle.

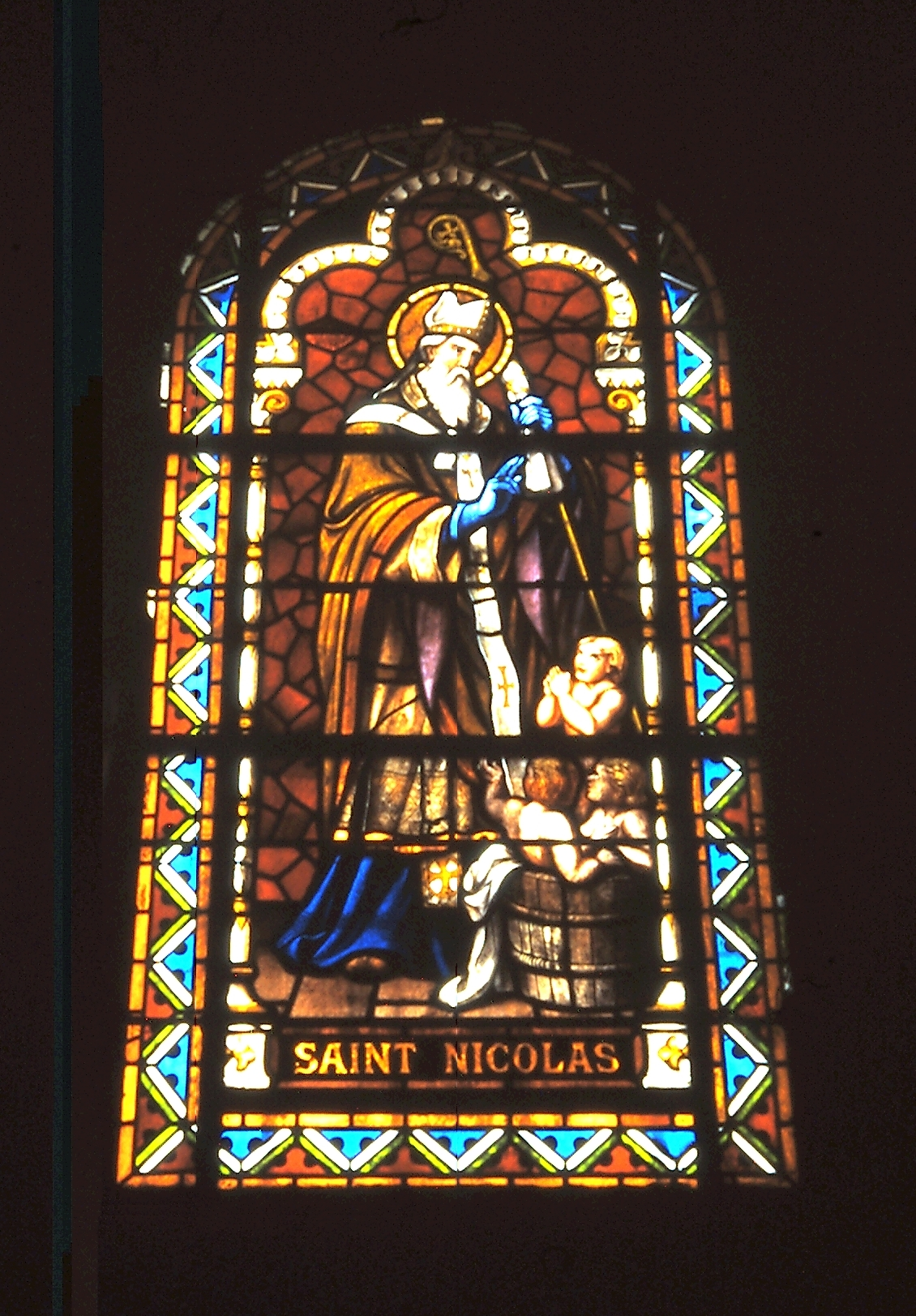
Vitrail de l'église représentant le saint éponyme.

La tour est construite dans un but défensif. En effet, elle servait de tour de guet pendant la période trouble de la fin du XIVe et du début du XVe siècle. De plus, l'église a longtemps abrité une maison de campagne appartenant aux évêques du Mans ; Charles-le-Chauve y tint d'ailleurs un concile en l'année 844. Cependant, un incendie la dévaste en 1300 nécessitant d'importants travaux de réparation.
L'église est inscrite au titre des monuments historiques par arrêté du 25 septembre 1940.
En janvier 2020, un appel aux dons est lancé sur Fondation Patrimoine pour restaurer les vitraux de l'église. Le 03 juin 2021, alors que la cagnotte n'avait recueilli qu'environ 10% du montant nécessaire, les vitraux sont envoyés en réparation au sein d'une entreprise basée à Neuville-sur-Sarthe. 